# فيلهلم شبيغلبيرغ
فيلهلم شبيغلبيرغ (شبيجلبيرج) (25 يونيو 1870، هانوفر - 23 ديسمبر 1930، ميونخ) كان عالم مصريات ألمانيًا. كان متخصصًا في تحليل النصوص الديموطيقية والهيراطيقية.
نشأ شبيغلبيرغ كثاني أكبر الأبناء من بين أربعة إخوة في عائلة يهودية ألمانية. درس علم المصريات والآثار في ستراسبورغ وبرلين، وحصل على درجة الدكتوراه من جامعة ستراسبورغ في عام 1891. كان متأثرًا في فترة دراسته بيوهانس دوميشن وأدولف ميخائيليس وأدولف إيرمان. بعد التخرج، واصل تعليمه في باريس كطالب لجاستون ماسبيرو. في عام 1899 أصبح أستاذًا مشاركًا في ستراسبورغ، حيث حصل في عام 1907 على منصب أستاذ كامل. في عام 1919 انتقل إلى جامعة هايدلبرغ، وبعد أربع سنوات خلف فريدريش فيلهلم فون بيسينج كرئيس لقسم علم المصريات في جامعة ميونخ.
ابتداءً من عام 1894، شارك في أعمال التنقيب في مصر، وبشكل بارز في جبانة طيبة. حوالي عام 1900 بدأ العمل في المتحف المصري بالقاهرة، حيث عمل كمفهرس ومحرر للمواد الديموطيقية. قدم شبيغلبيرغ مساهمات مهمة في قراءة النصوص الديموطيقية وفي مجال المعاجم الديموطيقية.
خلال فترة عمله في ميونخ، رافق الروائي توماس مان إلى مصر، حيث قدم المساعدة في صياغة ثلاثيته الروائية "يوسف ابن يعقوب". في عام 1919 أصبح عضوًا في أكاديمية العلوم في هايدلبرغ (عضوًا غير مقيم منذ عام 1923)، ومنذ عام 1924، كان عضوًا كاملًا في أكاديمية العلوم البافارية.

## أعمال مختارة
- Studien und Materialien zum Rechtswesen des Pharaonenreiches der Dynastien XVIII–XXI, Hannover 1892 (dissertation) – Studies on the law of the Pharaohs of the dynasties XVIII–XXI.
- Geschichte der ägyptische Kunst bis zum Hellenismus, 1903 – History of Egyptian art up until the Hellenistic period.
- Der Aufenthalt Israels in Aegypten im Lichte der aegyptischen Monumente, 1904.
- Elephantine-Papyri, 1907 (with Otto Rubensohn; Wilhelm Schubart) – Elephantine papyri.
- Die Schrift und Sprache der alten Ägypter, 1907 – The script and language of the ancient Egyptians.
- Koptisches Handwörterbuch, 1921 – Coptic pocket dictionary.
- Demotische Papyri, Heidelberg 1923 – Demotic papyri.
- Demotische grammatik, 1925 – Demotic grammatics.[5][6]

## روابط داخلية
لوحة مرنبتاح

## روابط حارجية
- أعمال أو نبذة عن فيلهلم شبيغلبيرغ على أرشيف الإنترنت